# Rue des Gardes
La rue des Gardes est une voie du 18e arrondissement de Paris, en France.

## Situation et accès
La rue des Gardes est une voie publique située dans le 18e arrondissement de Paris. Elle débute au 26, rue de la Goutte-d'Or et se termine au 43, rue Myrha.
La rue des Gardes est parfois surnommée « rue de la Mode » en raison de la présence de nombreux créateurs.

## Origine du nom
Elle doit son nom à un ancien corps de garde, appelé la Hutte-aux-Gardes.

## Historique
Cette voie, de l'ancienne commune de La Chapelle et classée dans la voirie parisienne par un décret du 23 mai 1863, résulte de la fusion par un arrêté du 2 avril 1868 sous la dénomination de rue des Gardes de :
- la rue Saint-Charles, entre les rues de la Goutte-d'Or et des Couronnes
- la rue des Gardes entre la rue de Constantine et la rue des Couronnes.

Le peintre Gabriel Guay y a vécu.